# 十面埋伏 (樂曲)
《十面埋伏》又名《淮陰平楚》，是一首古代琵琶樂曲，表现的是楚汉相争中以漢軍為主觀描寫垓下之战的情景。與《春江花月夜》並稱為琵琶古曲“一文一武”的代表乐曲。
此曲最早出现在明代，名为《楚汉》，流行于嘉靖、万历年间。樂譜最早見於华秋蘋著1818年出版的《琵琶谱》收入此曲，名《十面》，共10段，后来的《瀛州古调》名《十面埋伏》流传至今。
全曲分13個段落，可歸三部分：第1至第5段為第1部分，第6至第8段為第2部分，第9、10段為第3部分，第11至第13段雖為原譜，但現代一般奏至第10段止。
1. 列營
2. 吹打
3. 點將
4. 排陣
5. 走隊
6. 埋伏
7. 雞鳴山小戰
8. 九裏山大戰
9. 項王敗陣
10. 烏江自刎
11. 衆串凱
12. 諸將爭功
13. 得勝回營

## 外部連結
- YouTube上的〈十面埋伏〉，李廷松演奏
- YouTube上的〈十面埋伏〉，劉德海演奏